# Scott Wootton
Scott James Wootton (* 12. September 1991 in Birkenhead) ist ein englischer Fußballspieler.

## Karriere

### Manchester United (2010–2013)
Der aus der Jugendakademie von Manchester United stammende Scott Wootton wechselte am 30. September 2010 auf Leihbasis zum englischen Drittligisten Tranmere Rovers und debütierte am 2. Oktober 2010 in der Football League One 2010/11. Zu Beginn der Saison 2011/12 unterschrieb er eine Leihvertrag beim Zweitligisten Peterborough United Wootton bestritt elf Zweitligaspiele, ehe der bis zum Ende der Saison gültige Vertrag am 23. Januar 2012 vorzeitig aufgelöst wurde. Nur eine Woche später wechselte er bis zum Saisonende zu Nottingham Forest. Nach Ende des Leihvertrages kehrte er im Sommer 2012 nach Manchester zurück.

### Leeds United (seit 2013)
Am 20. August 2013 wechselte Wootton zu Leeds United, wo er einen Dreijahresvertrag bis zum 30. Juni 2016 unterschrieb.